# Cmentarz żydowski w Olsztynku
Cmentarz żydowski w Olsztynku – kirkut znajdujący się przy drodze do Jemiołowa. Powstał w XIX wieku. Obecnie na jego miejscu znajduje się park. Nie zachowała się żadna macewa. Nekropolia ma powierzchnię 0,10 ha.